# Pandoravirus
Pandoravirus è un genere di virus giganti del phylum Nucleocytoviricota scoperto nel 2013, i cui esponenti sono caratterizzati dell'enorme grandezza delle dimensioni, fino a 1 micron, e dalla mole del genoma, composto da 1,9 a 2,5 megabasi di DNA, il doppio di quelle riscontrabili in altri virus grandissimi conosciuti in precedenza, i Megavirus. Secondo Yutin e Koonin i Pandoravirus sono dei Phycodnaviridae molto evoluti, e ciò fa propendere per assegnarli a tale famiglia piuttosto che in una a sé stante (Pandoraviridae).
Al pari dei Mimivirus e dei Megavirus (i due altri generi conosciuti di virus di grandi dimensioni), anche i Pandoravirus infettano le amebe. Per il resto, differiscono enormemente per aspetto e per struttura genomica.
A causa della mole e del cospicuo genoma, e di alcune caratteristiche morfologiche (mancanza del capside e forma a goccia), i Pandoravirus possono essere facilmente scambiati per batteri. Solo un accurato esame microscopico, sia ottico, sia elettronico, consente la loro distinzione dai batteri.

## Scoperta

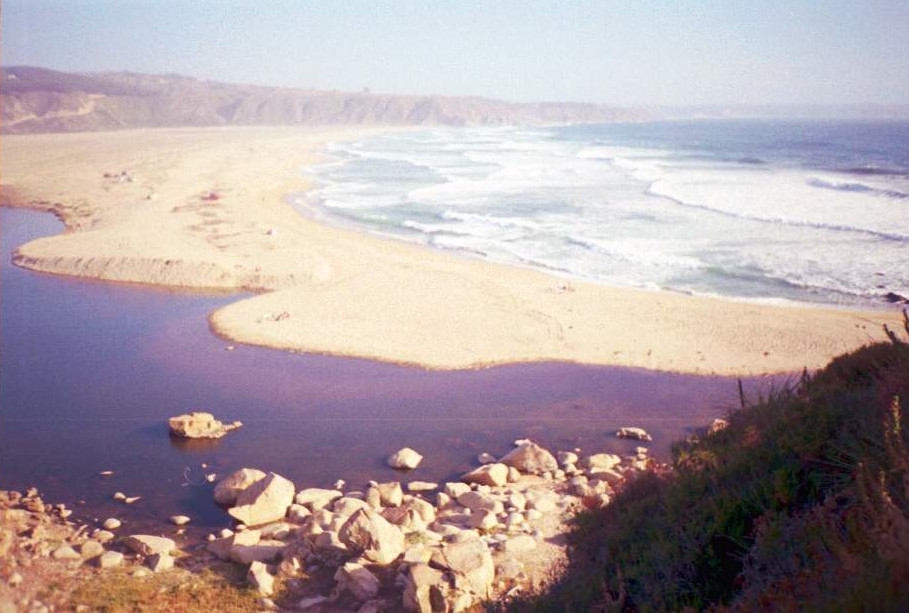
Costa cilena presso la zona umida di Tunquén, luogo di scoperta di P. salinus

La scoperta dei pandoravirus si deve a un'équipe di scienziati francesi guidata da Jean-Michel Claverie e da sua moglie Chantal Abergel, dell'Université d'Aix-Marseille. L'annuncio della scoperta è stato dato in una relazione pubblicata sulla rivista scientifica Science, nel luglio 2013.
Il mimivirus, un grande virus nucleocitoplasmatico con un genoma di circa 2,1 megabasi, era stato scoperto nel 1992 ma non è stato riconosciuto come virus fino al 2003. Megavirus, scoperto in acque marine di fronte alle coste cilene nel 2011, ha una genoma grande circa 1,9 megabasi.
È stata proprio l'inattesa scoperta di questi virus di grandezza anomala a spingere verso la ricerca di altri tipi di grossi virus tra quelli che infettano le amebe, all'interno degli stessi ambienti naturali, i sedimenti marini e lacustri.
Questo tipo di ricerca ha portato il team diretto dai coniugi Claverie (già protagonisti, dieci anni prima, del sequenziamento del genoma dei Mimivirus), all'ulteriore scoperta del genus Pandoravirus.

## Descrizione

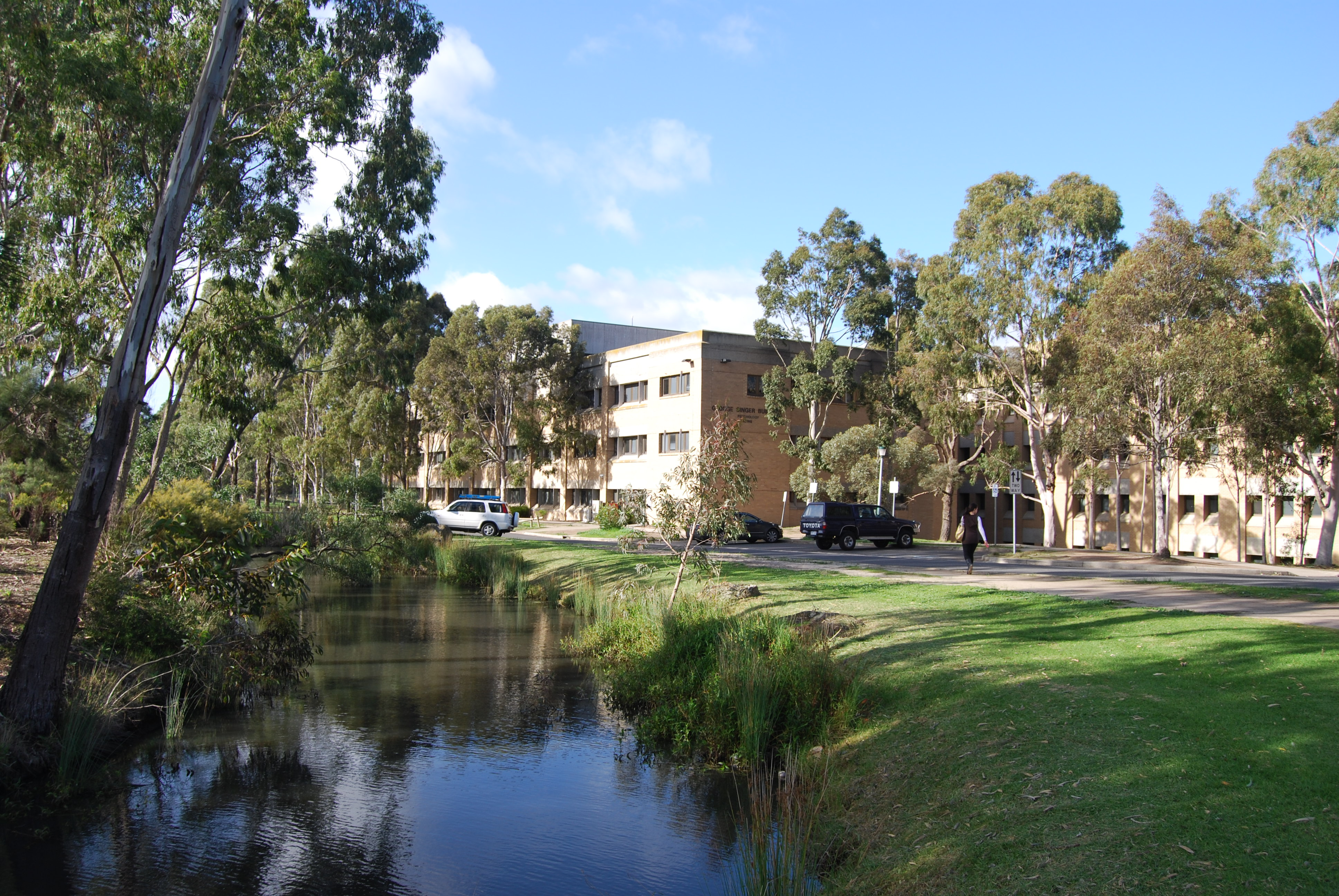
Il laghetto della La Trobe University, luogo di scoperta di P. dulcis

I virus di questo genere hanno una taglia di circa 1 micron e una forma a goccia che li fa rassomigliare ad alcuni tipi di batteri. Il genoma della specie più massiccia, Pandoravirus salinus, conterrebbe, secondo quanto riportato dagli scopritori, 2556 sequenze che, presumibilmente, potrebbero codificare per proteine, di cui solo il 6%, però, ha relazioni riconoscibili con geni di altri organismi conosciuti. Un approccio filogenetico rivela che questi virus non si raccolgono in altre famiglie di virus giganti, e formano, quindi, un clade distinto. La non similarità dei geni rimanenti con nessuno di quelli conosciuti ha portato i ricercatori a fare speculazioni sul fatto che tali virus possano rappresentare un ramo prima sconosciuto dell'albero della vita. Secondo Claverie, infatti, potrebbero aver "avuto origine da una stirpe cellulare primitiva totalmente diversa da Archea, Bacteria ed Eukarya". Tuttavia, esperti non coinvolti nello studio hanno definito queste idee come suggestioni premature, a sostegno delle quali i proponenti non forniscono alcuna prova.

### Specie
Al 2013, il genere Pandoravirus si compone di due specie, provenienti da due diversi tipi di ambienti, marini e lacuali.
- Pandoravirus salinus, trovato in acque marine, in uno strato sedimentario al largo delle coste del Cile, presso la località di Tunquén, con un'ampiezza del genoma pari a circa 1,9 megabasi;
- Pandoravirus dulcis, trovato in uno specchio poco profondo di acque dolci nel campus Bundoora della La Trobe University, in Australia, con un genoma di circa 2 megabasi[6].